# Pixum
Pixum er en international online udbyder af personlige fotoprodukter, såsom fotobøger, fotofremkaldelser, fotokalendere og vægbilleder. Virksomheden er til stede i følgende lande: Belgien, Danmark, Frankrig, Holland, Irland, Italien, Schweiz, Spanien, Storbritannien, Sverige, Tyskland og Østrig. 
Pixum blev grundlagt i Køln i april 2000, og er den ældste - i Tyskland grundlagte - e-commerce-virksomhed inden for branchen for online-fotoprodukter. Virksomhedens hovedsæde ligger i Køln-Rodenkirchen. Siden 2008 opererer virksomheden ogå under navnet Diginet. Virksomhedens juridiske form blev i den forbindelse ændret fra et aktieselskab til et ApS & Co. KG, og Pixum opererer siden da under brandnavnet Diginet GmbH & Co. KG.
I 2017 var Pixum en af de største udbydere af personlige fotobøger på det danske marked. 

## Historie
Pixum blev grundlagt i april 2000 af Daniel Attallah, Christian Marsch og Michael Ziegert som Pixum AG i Lohmar, tæt på Køln. På fotomessen "Photokina 2000" præsenterede virksomheden sig for første gang som onlineudbyder af digitale fotofremkaldelser på fotopapir. Dermed var Pixum en tidlig spiller på markedet for at fremkalde fotos og bestille andre personlige fotoprodukter online - i første omgang på det tyske marked. 

## Links
- Officiel Hjemmeside